# Aller (Caudal)
Der Aller (span. Río Aller) ist ein Fluss in Spanien, der durch die autonome Region Asturien fließt. 

## Geographie
Der Aller entspringt in den Kantabrischen Bergen bei dem Ort Puerto de Vegarada.

### Orte am Fluss
Aller, La Paraya, Casomera, Riomañón, Llamas, Cuérigo, Entrepeñas, Levinco, Vega, Cabañaquinta, Serrapio, Soto, Santa Ana, Castañedo, Corigos, El Escobio, Piñeres, El Pueblo, Oyancos, Moreda de Aller, Caborana, Vista Alegre, Bustiello, Las Llanas.

### Bodenschätze
Im Verlauf des Aller werden seit langem große Kohlevorkommen abgebaut.